# Schotse verlichting

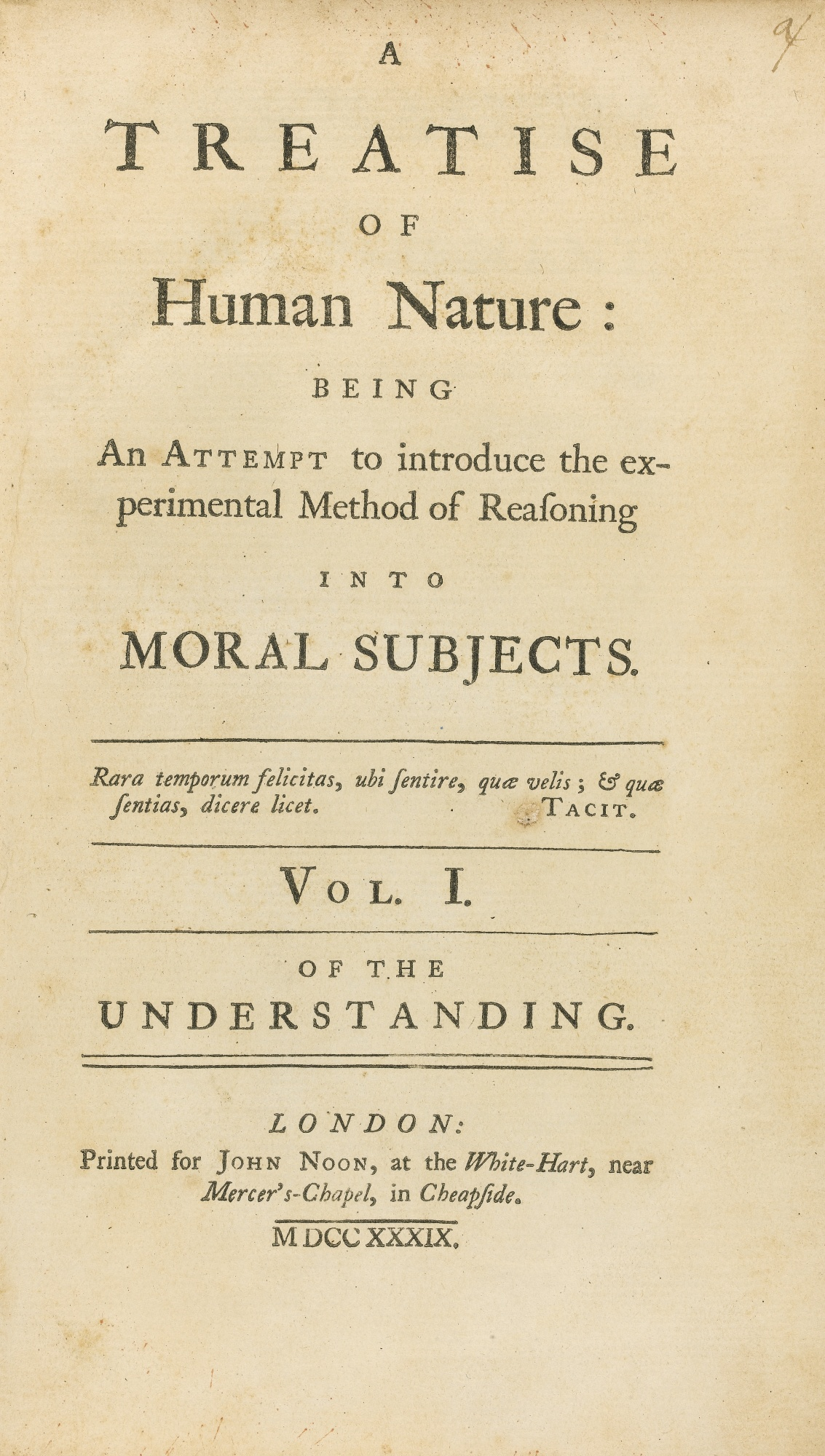
Titelpagina van David Humes A Treatise of Human Nature

De Schotse verlichting was een periode in het 18e-eeuwse Schotland, die wordt gekenmerkt door een uitzonderlijke concentratie van intellectuele en wetenschappelijke prestaties. Het zwaartepunt viel tussen 1750 en 1790. Als men ruim rekent wordt het tijdvak 1720-1820 aangehouden. 
In 1750 hoorden de Schotten onder invloed van het werk van de protestantse kerken in de voorafgaande twee eeuwen voor het eerst tot de meest geletterde burgers van Europa. Naar schatting 75% van de mensen kon lezen en schrijven. Ook de unie met Engeland uit 1707 speelde een belangrijke rol. De Schotse denkers steunden het humanistische en rationalistische wereldbeeld van de Europese Verlichting. De denkers van de Schotse verlichting legden echter nog meer de nadruk op het fundamentele belang van de menselijke rede. Een tweede kenmerk was de afwijzing van elke autoriteit die niet door de rede gerechtvaardigd kon worden. Verder had men een optimistisch geloof in het vermogen van de mens om alleen geleid door de rede zowel in de samenleving als in de natuur veranderingen in gang te zetten. Er heerste een sterke maakbaarheidsgedachte. 
Het was dit laatste kenmerk dat de Schotse verlichting haar specifieke kenmerk waardoor zij zich onderscheidde van haar continentale Europese tegenhanger. In Schotland werd de Verlichting gekenmerkt door een grondig empirisme en een grote praktijkgerichtheid. De belangrijkste deugden van de Schotse verlichting waren verbetering, deugdzaamheid en praktisch nut voor zowel het individu als de samenleving als een geheel. 
Onder de vooruitgang van de periode waren prestaties in de filosofie, de politieke economie, de techniek, de architectuur, de medicijnen, de geologie, de archeologie, het recht, de landbouw, de chemie en de sociologie. Onder de befaamde Schotse denkers en wetenschappers uit deze periode waren Francis Hutcheson, Alexander Campbell, David Hume, Adam Smith, Thomas Reid, Robert Burns, Adam Ferguson, John Playfair, Joseph Black, Henry Home (lord Kames), Dugald Stewart, John Millar, William Robertson, Hugh Blair, James Watt, Colin Maclaurin en James Hutton.
De Schotse verlichting heeft grote gevolgen gehad, die tot ver buiten Schotland hebben gereikt, niet alleen vanwege de waarde die in Europa en elders aan de Schotse prestaties werden gehecht, maar ook omdat de standpunten en opvattingen van de Schotse verlichting in hoge mate aansloegen aan de andere kant van de Atlantische Oceaan. Hierbij speelde een belangrijke rol dat het begin van de Schotse diaspora min of meer samenviel met de Schotse verlichting. Als gevolg daarvan kwam een aanzienlijk deel van de technologische en sociale ontwikkeling in de Verenigde Staten, Canada in de 18e en 19e eeuw onder invloed van Schots-Amerikanen en Schots-Canadezen tot stand. 